# Tarso Marques
Tarso Marques (* 19. Januar 1976 in Curitiba) ist ein brasilianischer Automobilrennfahrer.

## Karriere
Marques fuhr zwischen 1996 und 2001 24 Rennen für Minardi in der Formel 1. Sein Debüt hatte er beim Großen Preis von Brasilien 1996, fiel aber genauso wie beim nachfolgenden Großen Preis Argentinien aus. In der Saison 1997 gehörte er zur Stammbesetzung, kam aber ebenfalls nur selten ins Ziel. Dabei wurde er einmal beim Großen Preis von Japan 1997 disqualifiziert, weil sein Wagen im Training das Mindestgewicht unterschritt. Sein bestes Ergebnis war der zehnte Platz beim Großen Preis von Großbritannien.
Nachdem das Team beide Fahrer 1998 ausgewechselt hatte, wechselte er im Jahr darauf in die Champ-Car-Serie, wo er den verletzten zweimaligen Indy-500-Gewinner Al Unser Jr. im Team Penske ersetzte. Sein bestes Ergebnis war ein neunter Platz. In den Jahren 2000, 2004, und 2005 fuhr er sporadisch in dieser Serie für das Team von Dale Coyne. Sein bestes Ergebnis in diesen Jahren war ein siebter Platz in Fontana im Jahre 2000.
2001 wurde Marques als Teamkollege von Neuling Fernando Alonso wieder als Stammfahrer bei Minardi in der Formel 1 verpflichtet. Auch dieses Jahr war von vielen Ausfällen geprägt, als bestes Ergebnis waren neunte Plätze in Brasilien und Kanada zu verbuchen. Beim Grand Prix von Großbritannien qualifizierte er sich nicht. Er wurde regelmäßig sowohl im Rennen als auch in der Qualifikation von seinem Teamkollegen geschlagen und nach dem Großen Preis von Belgien durch Alex Yoong aufgrund dessen hoher Mitgift von Sponsoren ersetzt. Mit seinem letzten Rennen in der Formel 1 nahm er an insgesamt 26 Grand Prix teil, trat aber nur zu 24 Rennen an.
Ab dem Jahr 2006 fuhr er in der brasilianischen Rennserie Stock Car Brasil. 2009 wurde Marques bei einer Dopingkontrolle positiv auf Steroide getestet und für zwei Jahre gesperrt. Er gewann zwei Rennen.
2021 erlitt er wegen einer COVID-19-Infektion einen Herzstillstand und verbrachte elf Tage auf der Intensivstation. 2022 soll er in einem Teilzeitprogramm an acht Rennen in der NASCAR Cup Series, der höchsten NASCAR-Serie, teilnehmen. Er tritt für das Team Stange Racing, das in der Serie debütiert, an.

## Statistik

### Statistik in der Formel-1-Weltmeisterschaft

#### Gesamtübersicht
| Saison | Team                | Chassis       | Motor            | Rennen | Siege | Zweiter | Dritter | Poles | schn. Rennrunden | Punkte | WM-Pos. |
| ------ | ------------------- | ------------- | ---------------- | ------ | ----- | ------- | ------- | ----- | ---------------- | ------ | ------- |
| 1996   | Minardi Team        | Minardi M195B | Ford EDM 3.0 V8  | 2      | –     | –       | –       | –     | –                | –      | –       |
| 1997   | Minardi Team        | Minardi M197  | Hart 3.0 V8      | 8      | –     | –       | –       | –     | –                | –      | 25.     |
| 2001   | European Minardi F1 | Minardi PS01  | European 3.0 V10 | 14     | –     | –       | –       | –     | –                | –      | 22.     |
| Gesamt | Gesamt              | Gesamt        | Gesamt           | 24     | –     | –       | –       | –     | –                | –      |         |

#### Einzelergebnisse
| Saison | 1   | 2   | 3   | 4  | 5   | 6   | 7   | 8   | 9   | 10  | 11  | 12  | 13  | 14  | 15  | 16 | 17 |
| ------ | --- | --- | --- | -- | --- | --- | --- | --- | --- | --- | --- | --- | --- | --- | --- | -- | -- |
| 1996   |     |     |     |    |     |     |     |     |     |     |     |     |     |     |     |    |    |
|        | DNF | DNF |     |    |     |     |     |     |     |     |     |     |     |     |     |    |    |
| 1997   |     |     |     |    |     |     |     |     |     |     |     |     |     |     |     |    |    |
|        |     |     |     |    |     |     | DNF | 10  | DNS | 12  | DNF | 14  | DNQ | DNF | DNF | 15 |    |
| 2001   |     |     |     |    |     |     |     |     |     |     |     |     |     |     |     |    |    |
| DNF    | 14  | 9   | DNF | 16 | DNF | DNF | 9   | DNF | 15  | DNQ | DNF | DNF | 13  |     |     |    |    |

| Legende  | Legende            | Legende                                                          |
| Farbe    | Abkürzung          | Bedeutung                                                        |
| -------- | ------------------ | ---------------------------------------------------------------- |
| Gold     | –                  | Sieg                                                             |
| Silber   | –                  | 2. Platz                                                         |
| Bronze   | –                  | 3. Platz                                                         |
| Grün     | –                  | Platzierung in den Punkten                                       |
| Blau     | –                  | Klassifiziert außerhalb der Punkteränge                          |
| Violett  | DNF                | Rennen nicht beendet (did not finish)                            |
| Violett  | NC                 | nicht klassifiziert (not classified)                             |
| Rot      | DNQ                | nicht qualifiziert (did not qualify)                             |
| Rot      | DNPQ               | in Vorqualifikation gescheitert (did not pre-qualify)            |
| Schwarz  | DSQ                | disqualifiziert (disqualified)                                   |
| Weiß     | DNS                | nicht am Start (did not start)                                   |
| Weiß     | WD                 | zurückgezogen (withdrawn)                                        |
| Hellblau | PO                 | nur am Training teilgenommen (practiced only)                    |
| Hellblau | TD                 | Freitags-Testfahrer (test driver)                                |
| ohne     | DNP                | nicht am Training teilgenommen (did not practice)                |
| ohne     | INJ                | verletzt oder krank (injured)                                    |
| ohne     | EX                 | ausgeschlossen (excluded)                                        |
| ohne     | DNA                | nicht erschienen (did not arrive)                                |
| ohne     | C                  | Rennen abgesagt (cancelled)                                      |
| ohne     | keine WM-Teilnahme |                                                                  |
| sonstige | P/fett             | Pole-Position                                                    |
| sonstige | 1/2/3/4/5/6/7/8    | Punktplatzierung im Sprint-/Qualifikationsrennen                 |
| sonstige | SR/kursiv          | Schnellste Rennrunde                                             |
| sonstige | *                  | nicht im Ziel, aufgrund der zurückgelegten Distanz aber gewertet |
| sonstige | ()                 | Streichresultate                                                 |
| sonstige | unterstrichen      | Führender in der Gesamtwertung                                   |